# 間田真矢
間田 真矢（まだまや、1977年 - ）日本の建築家。MAMM DESIGN（マムデザイン）を主宰。一級建築士。山口県生まれ。

## 来歴
2000年、日本大学工学部卒業。2000-2001年、象設計集団勤務。2001-2005年、香山壽夫建築研究所勤務。
2010年、MAMM DESIGN設立。2018年から、日本大学理工学部非常勤講師。
代表作に、ミンナノイエ（平成23年東京建築士会住宅建築賞第31回 INAXデザインコンテスト入賞モダンリビング大賞2011）、 友の季ひまわり幼稚園、 間田邸、 山王あおい薬局、 ondo、 ガーデン/ハウス、 H/R/B、 甲斐の家 など。